# 金山毘古神
金山毘古神（日语：カナヤマヒコノカミ，亦寫作金山彥神）與金山毘賣神（日语：カナヤマヒメノカミ，亦寫作金山姬神）乃《古事記》之記述，《日本書紀》記作金山彥神，祂們是日本神話裡掌管礦業的男女神祇。日本中國地方之鐵匠所信仰的金屋子神據傳是此二神之女，三神的總稱為金山大明神。

## 概要

### 古事記之記載
依照《古事記》上卷之記述，伊邪那美命生下火之夜藝速男神時，下陰遭灼傷而臥病在床。其嘔吐物生成金山毘古神、金山毘賣神；糞便生成波邇夜須毘古神、波邇夜須毘賣神；尿液生成彌都波能賣神、和久產巢日神等二神，後者之女名曰豐宇氣毘賣神；不久伊邪那美命身故。

### 日本書紀之記載
根據《日本書紀》卷第一的伊奘諾尊、伊奘冉尊產神故事裡，第四種說法所載伊奘冉尊產下火神軻遇突智時，燠熱懊惱而嘔吐化作金山彥，小便化作罔象女，大便化成埴山媛。

## 解說
神名裡的「金山（（日語）カナヤマ）」在日語裡亦可寫作「鑛山」，至於該神由嘔吐穢物生成，乃與嘔吐物外觀聯想而成。

## 信仰
在日本，一般將金山毘古神視作保佑礦業、鍛造業、金屬加工業等行業的神明。主祭該神祇的神社除了各地的金山神社外，另計有下述：
- 南宮大社（岐阜縣不破郡垂井町）
- 南宮御旅神社（岐阜縣不破郡垂井町）
- 金屋子神社（島根縣安來市）
- 黃金山神社（宮城縣石卷市）
- 敢國神社（三重縣伊賀市）：稱為「金山比咩命」。
- 川口神社（埼玉縣川口市）

## 內部連結
- 伊奘冉尊
- 波邇夜須毘古神
- 金屋子神

## 外部連結
- （日語）金山彦神/金山姫神/金屋子神 （页面存档备份，存于）